# Episodi di Andromeda (quinta stagione)
La quinta e ultima stagione della serie televisiva Andromeda, composta da 22 episodi, è stata trasmessa per la prima volta fra il 24 settembre 2004 e il 13 maggio 2005.
| nº | Titolo originale                   | Titolo italiano                 | Prima TV USA      | Prima TV Italia |
| -- | ---------------------------------- | ------------------------------- | ----------------- | --------------- |
| 1  | The Weight - Part I                | La porta delle ere - Parte I    | 24 settembre 2004 |                 |
| 2  | The Weight - Part II               | La porta delle ere - Parte II   | 1º ottobre 2004   |                 |
| 3  | Phear Phactor Phenom               | Il feromone della paura         | 8 ottobre 2004    |                 |
| 4  | Decay of the Angel                 | La rivolta degli androidi       | 15 ottobre 2004   |                 |
| 5  | The Eschatology of Our Present     | La rivelazione                  | 22 ottobre 2004   |                 |
| 6  | When Goes Around...                | Il girotondo del tempo          | 29 ottobre 2004   |                 |
| 7  | Attempting Screed                  | Le chiavi della discordia       | 5 novembre 2004   |                 |
| 8  | So Burn the Untamed Lands          | Il giorno dell'esodo            | 12 novembre 2004  |                 |
| 9  | What Will Be Was Not               | L'eredità degli antichi         | 19 novembre 2004  |                 |
| 10 | The Test                           | Lo straniero                    | 7 gennaio 2005    |                 |
| 11 | Through a Glass Darkly             | Ritorno dal passato             | 14 gennaio 2005   |                 |
| 12 | Pride Before the Fall              | Orgoglio smisurato              | 21 gennaio 2005   |                 |
| 13 | Moonlight Becomes You              | L'anello del sole               | 28 gennaio 2005   |                 |
| 14 | Past Is Prolix                     | Sole di cristallo               | 8 febbraio 2005   |                 |
| 15 | The Opposites of Attraction        | Gli opposti dell'attrazione     | 11 febbraio 2005  |                 |
| 16 | Saving Light from a Black Sun      | Un sole da riparare             | 18 febbraio 2005  |                 |
| 17 | Totaled Recall                     | Vuoto mentale                   | 8 aprile 2005     |                 |
| 18 | Qantum Tractate Delirium           | La rinascita di Rommie          | 15 aprile 2005    |                 |
| 19 | One More Day's Light               | Inganno tecnologico             | 22 aprile 2005    |                 |
| 20 | Chaos and the Stillness of It      | La vera trance                  | 29 aprile 2005    |                 |
| 21 | The Heart of the Journey - Part I  | Il cuore del viaggio - Parte I  | 6 maggio 2005     |                 |
| 22 | The Heart of the Journey - Part II | Il cuore del viaggio - Parte II | 13 maggio 2005    |                 |

## La porta delle ere - Parte I
- Titolo originale: The Weight: Part 1
- Diretto da: Gordon Verheul
- Scritto da: Robert Engels

### Trama
Dylan esce dalla porta delle ere e finisce su Seefra. Gli abitanti di Seefra hanno una tecnologia limitata e nessuna via di fuga dal sistema. Dylan trova Rhade, che non è entusiasta di vedere il suo ex capitano.

## La porta delle ere - Parte II
- Titolo originale: The Weight: Part 2
- Diretto da: Jorge Montesi
- Scritto da: Naomi Janzen

### Trama
Beka è finita su Seefra dove si unisce a un'unità di soccorso. Il leader ha trovato Andromeda e vuole usarla per sé. Ma Dylan ne ha ancora diritto. Si fa avanti un altro membro dell'equipaggio.

## Il feromone della paura
- Titolo originale: Phear Phactor Phenom
- Diretto da: Richard Flower
- Scritto da: Paul Barber e Larry Barber

### Trama
Dylan trova Harper che non è felice di vedere il suo ex capo adattato alla vita su Seefra. Presto avrà bisogno che Dylan lo aiuti a uscire da qualche guaio con uno dei suoi progetti. Dylan trova anche un altro membro della sua ciurma.

## La rivolta degli androidi
- Titolo originale: Decay of the Angel
- Diretto da: Jorge Montesi
- Scritto da: Ashley Miller e Zack Stentz

### Trama
Doyle è afflitta da incubi e sogni della vita a bordo dell'Andromeda che ricorda a metà. Ma non è mai stata un membro dell'equipaggio. Una persona nota che le sue percezioni sono disattivate e si rende conto che Doyle non sa chi è veramente, e cerca di convincerla a unirsi a lui e ad altri della loro stessa specie. Doyle scoprirà la verità sulla sua origine e sul perché si sente a casa su Andromeda.

## La rivelazione
- Titolo originale: The Eschatology of Our Present
- Diretto da: Richard Flower
- Scritto da: Paul Barber e Larry Barber

### Trama
Beka riceve un messaggio da Virgil Vox; un personaggio radiofonico, riguardante un segreto del suo passato. Segue le sue istruzioni per raggiungere un luogo isolato, dove impersona un bambino morto, che avrebbe circa la sua età. Suo "padre" le dice un segreto che stava custodendo ed è giunto il momento che lei lo sappia.

## Il girotondo del tempo
- Titolo originale: When Goes Around...
- Diretto da: Jorge Montesi
- Scritto da: John Whelpley

### Trama
Una donna arriva in città in cerca dell'aiuto di Dylan. Gli dice che era una scienziata della Confederazione prima che cadesse, e che ora è intrappolata in un ciclo temporale. Dylan tenta di salvarla e decifra il codice che ripristinerà Seefra al suo corretto allineamento.

## Le chiavi della discordia
- Titolo originale: Attempting Screed
- Diretto da: David Winning
- Scritto da: Paul Barber e Larry Barber

### Trama
Il ritorno di Flavin innesca un conflitto tra due bande rivali su chi ottiene la sua nave e le taglie all'interno. Rhade e Harper scommettono sulle due parti per fare soldi con la loro inimicizia. Nel frattempo Flavin guida Dylan in un viaggio per aiutarlo a diventare un Paradine.

## Il giorno dell'esodo
- Titolo originale: So Burn the Untamed Lands
- Diretto da: Jorge Montesi
- Scritto da: Gillian Horvath

### Trama
Harper scopre un'arma nel sistema che è alimentata da un cristallo, che Harper crede sarà in grado di ripristinare il potere di Andromeda. Rhade e Dylan devono andare sotto copertura a lavorare per Cutter per ottenere il cristallo, mentre Andromeda e Doyle discutono su chi controlla la nave.

## L'eredità degli antichi
- Titolo originale: What Will Be Was Not
- Diretto da: Gordon Verheul
- Scritto da: Naomi Janzen

### Trama
Una rissa da bar si riversa nelle strade e un'osservazione di Rhade rivolta a Dylan spinge Trance oltre il limite, costringendola a lasciare l'astronave Andromeda. Mentre si trova nei tunnel sotterranei, fa amicizia con il discendente di un guardiano che pensa che lei sia una principessa e che ha un'arma che pietrifica la gente. Nei sotterranei si scoprirà che i pianeti sono "collegati".

## Lo straniero
- Titolo originale: The Test
- Diretto da: Brad Turner
- Scritto da: Scott Frost

### Trama
Rhade, Harper e Beka hanno a che fare con uno sconosciuto, che viene presto assassinato. Vengono processati per la sua morte e anche il colpevole viene condannato a morte.

## Ritorno dal passato
- Titolo originale: Through a Glass, Darkly
- Diretto da: Jorge Montesi
- Scritto da: Ashley Miller e Zack Stentz

### Trama
Mentre Rhade è impegnato a difendere i rifugiati su Seefra 5 da un signore della guerra locale, Dylan è sorpreso di trovare Hohne, lo scienziato perseide che era stato creduto ucciso mentre aiutava Harper a rimuovere le uova di Magog. Tentano di ricreare il dispositivo, che ritengono possa aiutare a rifornire i rifugiati, ma mentre ricostruiscono il dispositivo, ricevono un messaggio dalla stazione di ricerca vicino al buco nero dove hanno provato a costruire il dispositivo per la prima volta.

## Orgoglio smisurato
- Titolo originale: Pride Before the Fall
- Diretto da: David Winning
- Scritto da: Robert Engels

### Trama
Un letale nemico del passato ritorna con un piano per creare una razza di guerrieri d'élite.

## L'anello del sole
- Titolo originale: Moonlight Becomes You
- Diretto da: Jorge Montesi
- Scritto da: Lu Abbott e Stacey Berman Woodward

### Trama
Beka, Harper, Rhade e Doyle stanno cercando il tesoro dei Vedran e trovano una porta dietro la quale c'è una prova che potrebbe portare a una grande ricchezza. Rhade e Beka sono intrappolati all'interno, mentre Harper e Doyle cercano di liberarli. Dylan va alla ricerca di Trance, che ha cercato di scoprire altri suoi ricordi perduti.

## Sole di cristallo
- Titolo originale: Past Is Prolix
- Diretto da: David Winning
- Scritto da: Paul Barber e Larry Barber

### Trama
Harper scopre un programma integrato nel sistema Seefra che può distruggere otto pianeti, probabilmente come meccanismo di difesa. Dylan inizia a pianificare l'evacuazione degli otto pianeti, ma viene interrotto da un nuovo arrivo attraverso la Via delle Ere. Nel frattempo, Trance torna per rifare Tarn-Vedra, ma il meccanismo progettato per quello non funziona.

## Gli opposti dell'attrazione
- Titolo originale: The Opposites of Attraction
- Diretto da: Jorge Montesi
- Scritto da: Gillian Horvath

### Trama
Mentre Harper sviluppa un modo per salvare il sistema Seefra dal suo destino imminente, una spia è scivolata a bordo dell'Andromeda. Dylan, Rhade e Trance pensano tutti che qualcuno che non dovrebbe essere a bordo lo sia, ma non possono confermare i loro sospetti. Le cose si mettono male quando la spia attacca Beka, aprendo un portale per l'iperspazio all'interno della nave.

## Un sole da riparare
- Titolo originale: Saving Light from a Black Sun
- Diretto da: Peter DeLuise
- Scritto da: John Kirk

### Trama
Quando il sole lampeggiante del sistema Seefra si oscura per un lungo periodo di tempo, Dylan coglie l'occasione per studiare il funzionamento del fenomeno, nella speranza di trovare un modo per riparare il sole infranto. Harper scopre un protocollo di manutenzione, integrato nel sole dai Vedrani, che consentirà un ulteriore periodo di tempo più lungo per studiare il sole.

## Vuoto mentale
- Titolo originale: Totaled Recall
- Diretto da: Martin Wood
- Scritto da: Gordon Michael Woolvett

### Trama
Dylan si ferisce gravemente in un incidente di laboratorio, ma si sveglia al bar con Harper che racconta brutte barzellette. Si trova di fronte a un uomo che brandisce le lance della forza di Dylan e consegna un messaggio criptico. Dopo un veloce litigio con Dylan, l'uomo cade a terra senza una causa apparente, ma ritorna nei panni di Rhade per cogliere Dylan alla sprovvista, uccidendolo rapidamente. Dylan si sveglia sul ponte medico, ma scopre di essere tornato subito dopo l'incidente e non si ricorda di Trance.

## La rinascita di Rommie
- Titolo originale: Quantum Tractate Delirium
- Diretto da: Peter DeLuise
- Scritto da: Paul Barber e Larry Barber

### Trama
Mentre il sole di Trance si spegne su Seefra-9, Rommie viene ricostruita da Doyle per aiutare a evacuare il pianeta.

## Inganno tecnologico
- Titolo originale: One More Day's Light
- Diretto da: Martin Wood
- Scritto da: Alfredo Septién e Turi Meyer

### Trama
Dylan ha a che fare con i residenti di Seefra 1 che non sono contenti del numero di rifugiati che arrivano sul loro pianeta. Mentre Beka evacua Seefra 5, rileva una nave piena di Nietzscheani diretta verso il pianeta morente; tuttavia non ci sono mai stati nietzscheani nel sistema Seefra ad eccezione di Rhade. Harper e Rhade trovano i rifugiati che avrebbero dovuto raccogliere da Seefra 5 uccisi dal loro ex generale.

## La vera trance
- Titolo originale: Chaos and the Stillness of It
- Diretto da: Martin Wood
- Scritto da: Naomi Janzen

### Trama
Harper è stato catturato dal generale Burma, un uomo che crede che tutta la tecnologia sia malvagia. Dylan lotta per recuperare Harper, evacuare tutti i restanti pianeti Seefran su Seefra 1, alias Tarn-Vedra, e affrontare Trance. Dylan suppone che qualcosa possa essere successo a Trance mentre si trovava all'interno di Methus-2, il sole artificiale che hanno riparato e l'ultimo posto in cui Trance sembrava essere se stessa, e va a indagare.

## Il cuore del viaggio - Parte I
- Titolo originale: The Heart of the Journey: Part 1
- Diretto da: Jorge Montesi
- Scritto da: Paul Barber e Larry Barber

### Trama
Dylan e il suo equipaggio affrontano i sopravvissuti su Seefra 1 promettendo loro che presto Tarn-Vedra ritornerà come una volta. Harper lavora per far funzionare correttamente il meccanismo "a bassa tecnologia" all'interno del pianeta, mentre Trance esplora i suoi nuovi poteri risultanti dal ristabilimento del suo sole. Presenta Dylan al gruppo per cui ha lavorato il suo imitatore, "la Nebulosa", un gruppo di stelle che controlla tutte le galassie, che è anche un nemico dell'Abisso.

## Il cuore del viaggio - Parte II
- Titolo originale: The Heart of the Journey: Part 2
- Diretto da: Jorge Montesi
- Scritto da: Robert Engels

### Trama
La battaglia finale per salvare il Nuovo Commonwealth dei Sistemi inizia quando i nietzschiani distruggono la Terra e attaccano Tarazed. Rhade decide di rimanere su Tarazed con la sua famiglia, mentre il resto dell'equipaggio sceglie di rimanere a bordo dell'Andromeda per combattere, nonostante Maura offra loro la possibilità di tornare a Seefra attraverso la Via delle Ere, che gli Avatari non hanno intenzione di distruggere. L'Andromeda riesce a difendersi, ma non può competere con la flotta nemica. Maura affronta Dylan e lo attacca, rivelandosi un'Avatar dell'Abisso e colui che ha assassinato i Paradines. Trance interviene e ordina a Dylan di portare la nave attraverso la Via delle Ere verso Seefra. Dylan obbedisce e l'Abisso distrugge Maura per averlo deluso.
A Seefra, Dylan si rende conto che il Diagramma di Metus è progettato per mostrare come distruggere l'Abisso: bruciarlo con il sole di Trance. Tuttavia, un'altra Trance si materializza e chiede di uccidere la prima Trance, rivelando che una di loro è un'impostora. Dopo un breve momento di esitazione, Dylan spara alla prima Trance mentre la seconda Trance piange, e l'Abisso non ha emozioni. La prima Trance si rivela essere il misterioso Virgil Vox e prende in giro l'equipaggio prima che Dylan la uccida. L'equipaggio pilota l'Andromeda nella Via delle Ere, con il sole di Trance che viene portato insieme a loro. L'Abisso inizia a emergere dal portale mentre si avvicinano, ma l'Andromeda riesce a volare attraverso di esso, trascinando il sole con sé. L'Andromeda esce sana e salva mentre l'Abisso viene distrutto. Mentre l'equipaggio festeggia, la Via delle Ere si trasforma in un portale a scorrimento, riunendo Tarn-Vedra con i Mondi Conosciuti. Arriva una flotta del Commonwealth, con Rhade tra di loro, e rivela che la battaglia è finita e che la sua famiglia sta bene. Mentre il resto dell'equipaggio si allontana per i propri compiti, Dylan festeggia la vittoria e il fatto che, dopo tanto tempo, è finalmente tornato a casa..